# Heinkel Lerche
Heinkel Lerche (Жайворонок) проєкт винищувача-перехоплювача компанії Heinkel з вертикальним злетом і посадкою, турбогвинтовим мотором завершального етапу Другої світової війни. Розроблявся на основі меншого літального засобу Heinkel Wespe інженером Райнігером.

## Історія
Масові бомбардування знищували злітно-посадкові смуги, через що зародився проєкт створення літальних апаратів, що вимагали б мінімальних злітно-посадкових майданчиків біля об'єктів, які необхідно захищати. Проєктні роботи проводились у Відні з 25 лютого по 8 березня 1945, але стан справ на фронтах не дозволив розвинути проєкт.
Теоретично літальний апарат здатен до польоту, але прототип ніколи не був збудований і не тестувався. Повітряні гвинти розташовувались у кільці, яке разом з стійками виконувало функцію канального крила. Привід складався з двох моторів Daimler Benz DB605D, що приводили в рух два повітряні гвинти, що обертались в різні сторони. При польоті пілот лежав, при старті-посадці стояв. Озброєння складалось з двох 30-мм швидкострільних гармат МК 108.

### Технічні дані Heinkel Lerche
|                         |                                        |
| Параметри               | Розміри                                |
| Довжина                 | 10,0 м                                 |
| Розмах крил             | 4,55 м                                 |
| Двигун                  | 2×Daimler / S Heinkel He 021           |
| Потужність              | 4.000-4.800 к.с.                       |
| Екіпаж                  | 1                                      |
| Маса стартова           | до 5.600 кг                            |
| Дальність               | 650 км                                 |
| Максимальна швидкість   | 750-800 км/год на 6.000 м              |
| Озброєння               | 2×30-мм швидкострільна гармата МК 108) |
|                         |                                        |
| Виготовлено екземплярів | -                                      |